# Lambada
Lambada – taniec pochodzenia brazylijsko-boliwijskiego, który zyskał popularność na świecie w latach 80. XX wieku.
Piosenkę, napisaną w rytmie tańca lambady jako pierwsza zaśpiewała Lucia Mendez w 1987 roku. W 1989 piosenkę nagrał w wytwórni BMG zespół Kaoma, utwór najpierw był nagrany po hiszpańsku, zaś potem po portugalsku.